# كوتا كينابالو
كوتا كينابالو (بالإنجليزية: Kota Kinabalu)‏ هي عاصمة إقليم صباح الماليزي، وتقع المدينة غلى الساحل الشمالي الغربي لجزيرة بورنيو وتطل على بحر الصين الجنوبي، يصل عدد سكان كوتا كينابالو إلى 617,972 نسمة مما يجعلها أكبر مركز حضري في إقليم صباح والسادس من حيث عدد السكان في ماليزيا 

## المناخ
يظهر الجدول التالي التغييرات المناخية على مدار السنة لكوتا كينابالو:
| البيانات المناخية لـكوتا كينابالو                                                  | البيانات المناخية لـكوتا كينابالو | البيانات المناخية لـكوتا كينابالو | البيانات المناخية لـكوتا كينابالو | البيانات المناخية لـكوتا كينابالو | البيانات المناخية لـكوتا كينابالو | البيانات المناخية لـكوتا كينابالو | البيانات المناخية لـكوتا كينابالو | البيانات المناخية لـكوتا كينابالو | البيانات المناخية لـكوتا كينابالو | البيانات المناخية لـكوتا كينابالو | البيانات المناخية لـكوتا كينابالو | البيانات المناخية لـكوتا كينابالو | البيانات المناخية لـكوتا كينابالو |
| الشهر                                                                              | يناير                             | فبراير                            | مارس                              | أبريل                             | مايو                              | يونيو                             | يوليو                             | أغسطس                             | سبتمبر                            | أكتوبر                            | نوفمبر                            | ديسمبر                            | المعدل السنوي                     |
| ---------------------------------------------------------------------------------- | --------------------------------- | --------------------------------- | --------------------------------- | --------------------------------- | --------------------------------- | --------------------------------- | --------------------------------- | --------------------------------- | --------------------------------- | --------------------------------- | --------------------------------- | --------------------------------- | --------------------------------- |
| الدرجة القصوى °م (°ف)                                                              | 35.0 (95.0)                       | 34.2 (93.6)                       | 35.7 (96.3)                       | 35.6 (96.1)                       | 35.3 (95.5)                       | 35.6 (96.1)                       | 34.1 (93.4)                       | 35.0 (95.0)                       | 34.0 (93.2)                       | 33.3 (91.9)                       | 33.5 (92.3)                       | 32.4 (90.3)                       | 35.7 (96.3)                       |
| متوسط درجة الحرارة الكبرى °م (°ف)                                                  | 30.4 (86.7)                       | 30.7 (87.3)                       | 31.5 (88.7)                       | 32.2 (90.0)                       | 32.1 (89.8)                       | 31.8 (89.2)                       | 31.5 (88.7)                       | 31.6 (88.9)                       | 31.4 (88.5)                       | 31.2 (88.2)                       | 31.0 (87.8)                       | 30.9 (87.6)                       | 31.4 (88.5)                       |
| متوسط درجة الحرارة الصغرى °م (°ف)                                                  | 22.9 (73.2)                       | 23.0 (73.4)                       | 23.4 (74.1)                       | 24.1 (75.4)                       | 24.3 (75.7)                       | 24.0 (75.2)                       | 23.7 (74.7)                       | 23.7 (74.7)                       | 23.7 (74.7)                       | 23.6 (74.5)                       | 23.5 (74.3)                       | 23.3 (73.9)                       | 23.6 (74.5)                       |
| أدنى درجة حرارة °م (°ف)                                                            | 18.0 (64.4)                       | 17.0 (62.6)                       | 18.0 (64.4)                       | 18.0 (64.4)                       | 18.0 (64.4)                       | 18.0 (64.4)                       | 17.0 (62.6)                       | 16.0 (60.8)                       | 17.0 (62.6)                       | 19.0 (66.2)                       | 18.0 (64.4)                       | 18.0 (64.4)                       | 16.0 (60.8)                       |
| معدل هطول الأمطار مم (إنش)                                                         | 104.8 (4.13)                      | 73.4 (2.89)                       | 50.5 (1.99)                       | 114.2 (4.50)                      | 216.2 (8.51)                      | 279.4 (11.00)                     | 262.7 (10.34)                     | 270.3 (10.64)                     | 285.2 (11.23)                     | 345.8 (13.61)                     | 302.4 (11.91)                     | 242.3 (9.54)                      | 2٬547٫2 (100.28)                  |
| متوسط الأيام الممطرة (≥ 1.0 mm)                                                    | 8                                 | 7                                 | 6                                 | 8                                 | 12                                | 13                                | 13                                | 13                                | 14                                | 16                                | 17                                | 13                                | 140                               |
| متوسط الرطوبة النسبية (%)                                                          | 83                                | 82                                | 81                                | 80                                | 81                                | 80                                | 79                                | 78                                | 81                                | 82                                | 83                                | 83                                | 81                                |
| ساعات سطوع الشمس الشهرية                                                           | 187.7                             | 194.8                             | 233.4                             | 245.3                             | 228.8                             | 197.6                             | 204.9                             | 196.7                             | 180.7                             | 191.9                             | 192.5                             | 197.5                             | 2٬451٫8                           |
| المصدر #1: المنظمة العالمية للأرصاد الجوية                                         |                                   |                                   |                                   |                                   |                                   |                                   |                                   |                                   |                                   |                                   |                                   |                                   |                                   |
| المصدر #2: NOAA (sun, 1961–1990), الأرصاد الجوية الألمانية (extremes and humidity) |                                   |                                   |                                   |                                   |                                   |                                   |                                   |                                   |                                   |                                   |                                   |                                   |                                   |

## الاقتصاد
بالإضافة إلى كونها العاصمة، فإن كوتا كينابالو هي أيضا المركز الصناعي والتجاري الرئيسي لإقليم صباح. ويهيمن القطاع الصناعي على الاقتصاد، ولكن نظرا لسرعة التحضر والتنمية الاقتصادية، فإن هذا القطاع من الاقتصاد آخذ في التناقص ببطء. وفي الآونة الأخيرة اتجه الاقتصاد إلى قطاع الخدمات، وخاصة فيما يتعلق بصناعة السياحة. كثير على مستوى الدولة، على المستوى الوطني والمصارف التجارية الدولية، وكذلك بعض شركات التأمين مقارها أو فروع هنا، وتوجد في كوتا كينابالو مقر العديد من البنوك الوطنية والدولية، وكذلك بعض شركات التأمين .

## توأمة
لكوتا كينابالو اتفاقيات توأمة مع كل من:
- فلاديفوستوك
- City of Rockingham [الإنجليزية]‏
- هيوان
- يونغين
- جيانغمن
- يوسو

## أعلام
- ستايسي
- فؤاد ستيفنز
- جيمس وونغ
- ماثيو ويليام
- تشي نيللي